# Richard Gavin
Richard Gavin ist ein kanadischer Autor von Büchern des Genres Horrorliteratur und Fantasy.

## Wirken
Gavin lebt und schreibt in Ontario. Neben seinem eigenen Werk als Autor von Romanen und Lyrik widmet er sich auch der Literaturkritik und schreibt über Themen des Okkultismus. Regelmäßig schreibt er für die Zeitschriften Starfire Journal und Clavis. Journal of Occult Arts, Letters and Experience. In seinem 2015 erschienenen Werk The Benighted Path legt er sein eigenes magisches Weltbild dar und zeigt, dass er die Themen und Handlungen seiner literarischen Werke nicht für reine Fiktionen hält, sondern für einen anderen Aspekt der Realität.

## Werke
- Omens. Popular Bluff, MO. : Mythos Books LLC, 2007 ISBN 978-0-9789911-2-8.
- At fear's altar. New York : Hippocampus Press, c2012 ISBN 978-1-61498-026-1.
- The darkly splendid realm. Colusa, Calif.: Dark Regions Press, 2009 ISBN 978-1-888993-73-8.
- Primeval wood. Toronto: Burning Effigy Press 2009 ISBN 978-1-926611-03-7.